# Francisco Coelho de Carvalho
Francisco Coelho de Carvalho foi um administrador colonial português, oitavo governador da capitania da Paraíba. Governou de 1608 a 1612 e sucedeu João de Barros Correia. Foi ainda governador do Maranhão e do Pará.
Filho de Feliciano Coelho de Carvalho, comendador de Seia, Governador de São Tomé e Governador da Paraíba, casado com D. Maria Monteiro, Francisco casou-se com a pernambucana Brites de Albuquerque, natural de Olinda, filha de Antonio Cavalcanti de Almeida e de Isabel de Góis (esta, filha de Arnau de Holanda. Seu filho mais velho, que o auxiliou no Maranhão, se chamou Feliciano Coelho de Carvalho. Do casamento do outro filho, Antonio Albuquerque Coelho, com a prima Inês Francisco Coelho, nasceu Antônio de Albuquerque Coelho de Carvalho (1655-1725) ou Antonio Albuquerque Coelho de Carvalho, que assinava sem a partícula «de» e jamais teve o título de Dom.
Foi governador da Paraíba, do Maranhão, do Pará de 1645 a 1646, da capitania do Rio de Janeiro (que incorporava São Paulo e as chamadas Minas do Ouro) e ainda Angola.

## Administração
"Dom Filippe III, faço saber aos que esta carta patente virem, que houve por bem erigir em governo distinto e separado do Brasil, as terras do Maranhão e Pará, com as Fortalezas [Ceará, Maranhão e Pará] que há nelas, para as causas daquela conquista se assentarem melhor, e se poder cultivar e povoar a terra, e desejando encarregar o dito governador a uma parte de tal experiência, qualidade [e] talento (...); considerando que tudo isto concorre em Francisco Coelho de Carvalho, fidalgo de minha casa (...), hei por bem de prover do cargo de governador e capitão geral do Maranhão e Pará, pelo que mando a todos os capitães, Cavaleiros, soldados e a todos o mais ministros meus, assim da justiça como da fazenda, e a quaisquer outros pares que naquelas partes de presente residirem, [que recebam] ao dito Francisco Coelho de Carvalho por seu governador e capitão geral, e como tal lhe obedeçam (...) 13 de junho de 1621”.

— Rei Felipe II de Portugal(Felipe III da Espanha)
O estudo de sua administração mostra como a administração financeira do Estado do Brasil se processava, praticamente sem gastos pelo Reino (Portugal), como descreve Angelo Carrara, professor da Universidade Federal de Juiz de Fora:
Quanto ao valor para o sustento dos soldados da conquista do Pará em 1616 – 261 soldados no Maranhão, e 210 soldados no Pará -  num total de 16:840$920, uma advertência: não há elementos que garantam que estes recursos foram integral e efetivamente despendidos, já que a folha de 1616 – a de 1617 constitui uma cópia melhor elaborada - constituem muito mais um quadro do orçamento geral da despesa de todo o Estado. Além disto, são as únicas ao longo de todo o século XVII a trazerem informações sobre despesas com a conquista do Pará e do Maranhão. De despesas com a conquista do Maranhão só se voltou a falar com a ordem régia de 10 de novembro de 1623, que mandou que pela Provedoria da Fazenda Real de Pernambuco se fizesse o provimento das conquistas do Maranhão e Pará, com os sobejos do rendimento do Estado do Brasil, e que o governador nomeado do novo Estado do Maranhão e Grão Pará, Francisco Coelho de Carvalho, levasse daquela capitania para o Maranhão os necessários provimentos de gente, armas, munições e o mais que fosse preciso.

Segundo frei Vicente do Salvador, o montante a ser dado ao Maranhão era de 20.000 cruzados (8:000$000), a metade do valor supostamente despendido em 1615-1616. Nessa arrecadação o governador Francisco Coelho de Carvalho demorou-se dois anos em Pernambuco, partindo para o seu destino a 13 de julho de 1626. Deviam também correr pela Provedoria de Pernambuco os pagamentos do Ceará. Este fato permite apresentar um outro argumento: o de que os tributos que se lançaram para cobrir as despesas com o Maranhão não foram propriamente administrados pela Real Fazenda, mas fundamentalmente pelas câmaras de Pernambuco.

Esta situação foi mantida até o momento em que o Conselho Ultramarino resolveu, em consulta de 25 de maio de 1630, que as despesas do Maranhão e Grão Pará passassem a ser feitas diretamente por Lisboa, em vista do estado da capitania, então ocupada pelos invasores holandeses.